# Pierre H. Cadieux
Pour les articles homonymes, voir Cadieux.
Pierre H. Cadieux, né le 6 avril 1948 à Hudson (Québec), est un avocat et ancien député et ministre fédéral québécois. 

## Biographie
Pierre H. Cadieux est élu sous la bannière du Parti progressiste-conservateur du Canada dans la circonscription fédérale de Vaudreuil lors des élections de 1984. Réélu en 1988, il ne se représente pas en 1993.
Durant ses mandats, il est responsable de différents portefeuilles dans les gouvernements de Brian Mulroney, soit ministre du Travail de 1986 à 1989, de ministre des Affaires indiennes et du Nord canadien de 1989 à 1990 et Solliciteur général du Canada de 1990 à 1991. Il est aussi ministre d'État à la Jeunesse et à la Santé et Sport amateur ainsi que leader parlementaire adjoint du Parti progressiste-conservateur et du gouvernement à la Chambre des communes de 1991 à 1993.